# Rotonde Saint-Martin de Prague
La rotonde Saint-Martin (en tchèque Rotunda svatého Martina) est située sur la forteresse Vyšehrad à Prague. C'est le seul monument de Vyšehrad conservé dans sa forme originale, et la plus ancienne rotonde des trois survivantes de la ville. 

## Histoire
La rotonde romane a probablement été construite dans le dernier tiers du XIe siècle, sous Vratislav II de Bohême. Mais la première trace écrite de la construction date de l'année 1396. Le plan centré est relié à un demi-cercle, orné d'abside en lésène. 

Après l'établissement de la forteresse baroque de Vyšehrad, l'église fut profanée et servit de poudrière. Sur l'initiative de Karl Chotek von Chotkows, sa démolition planifiée a été empêchée. Après 1875, la rotonde a été rénovée et rétablie dans son état d'origine, mais l'entrée du côté ouest a été murée et remplacée par un portail néo-roman au sud. L'autel de marbre ainsi que les peintures sur les murs intérieurs, reprennent les motifs du Codex de couronnement de Vyšehrad (fin du XIe siècle).

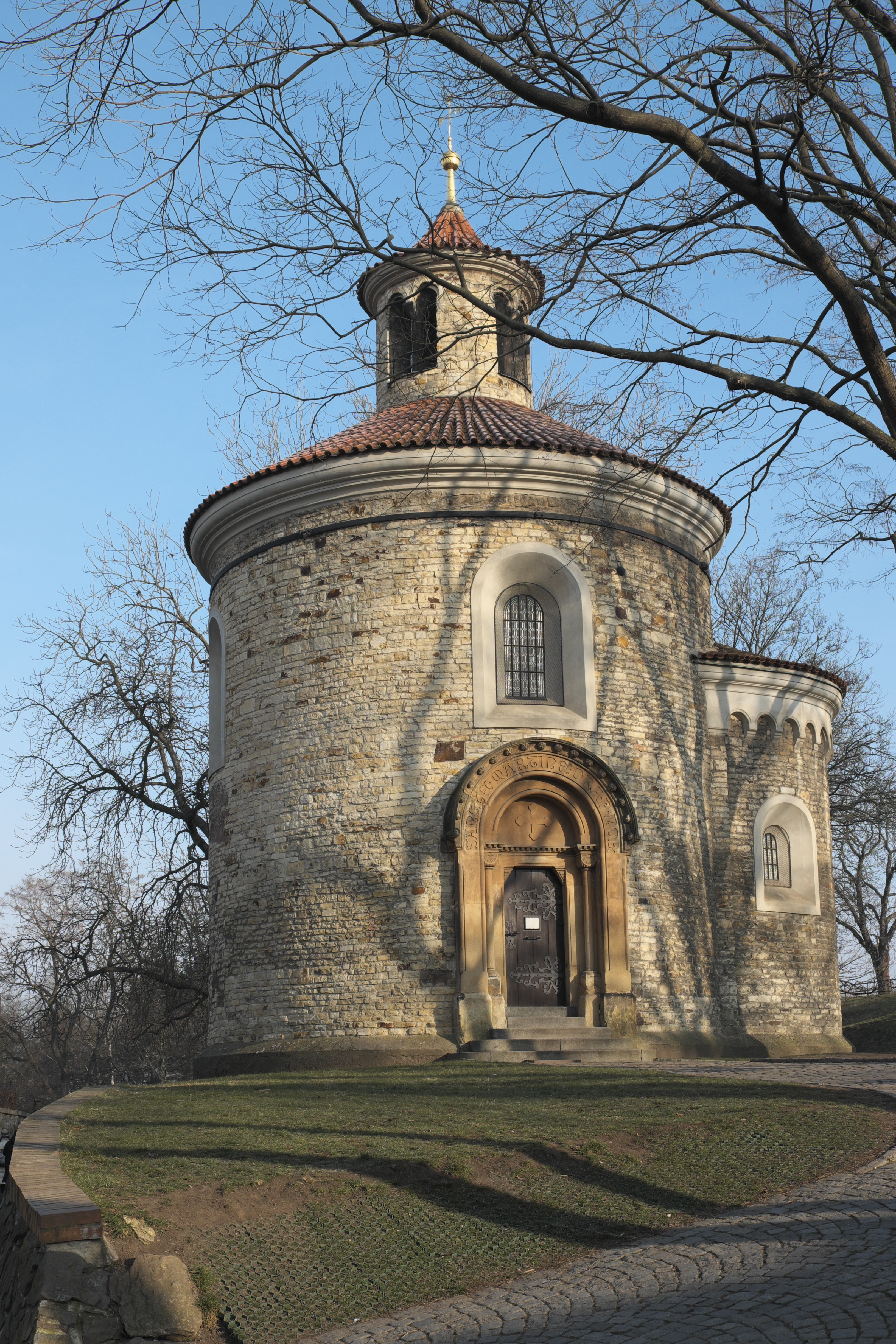
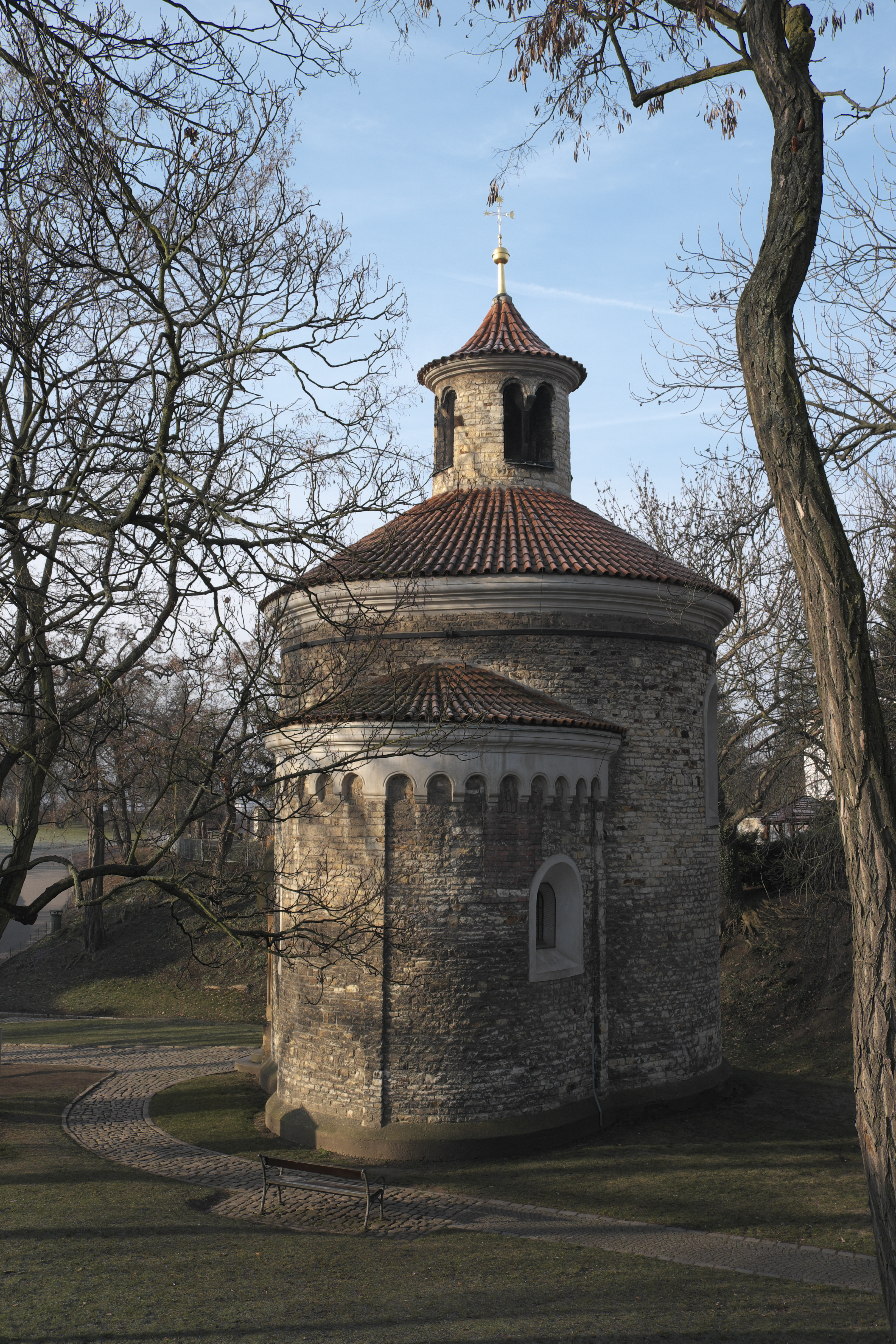
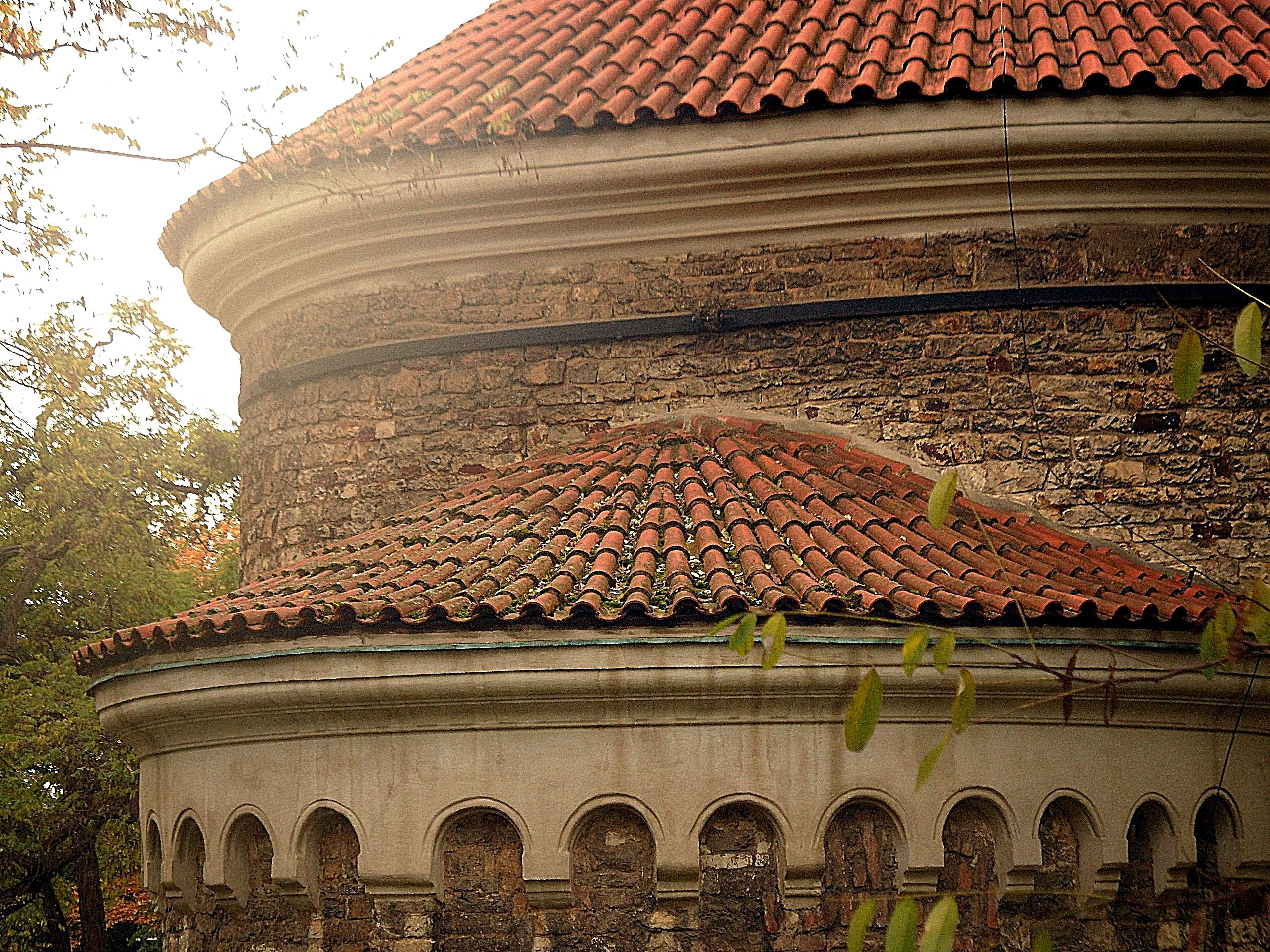
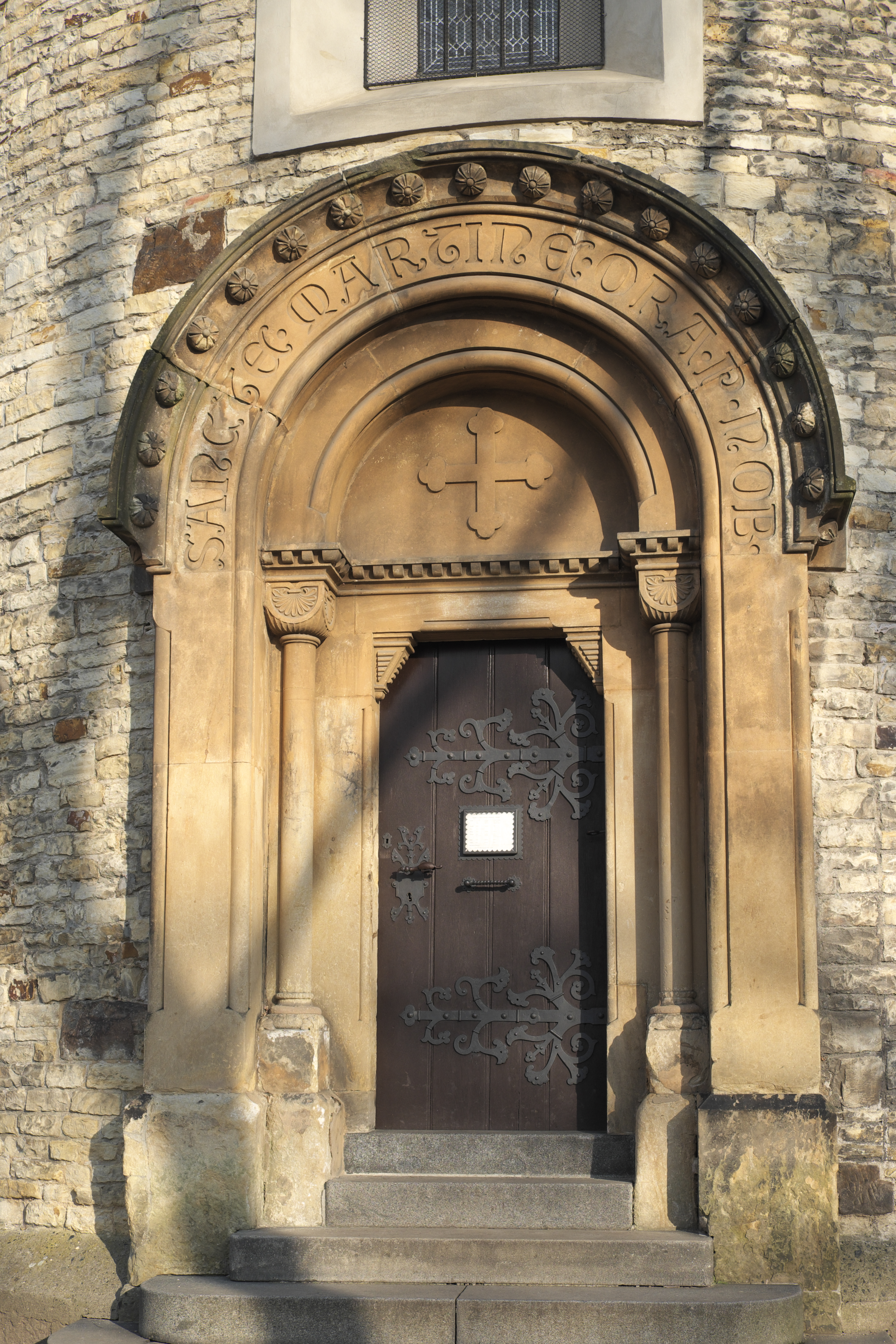